# Banovine de la Morava
1929–1941
Entités suivantes :
- Gouvernement de salut national (1941)
- République populaire de Serbie (1943)

La banovine de la Morava (en serbo-croate : Moravska banovina ; en serbe cyrillique : Моравска бановина) était une province du royaume de Yougoslavie de 1929 à 1941. Son chef-lieu était Niš.
Son nom provient de la rivière Morava.

## Histoire
En 1929, le royaume de Yougoslavie décide de modifier les subdivisions du pays selon des principes géographiques comme les rivières et non plus en fonction des ethnies du pays ou des frontières d'avant-guerre. Les précédents oblasts mis en place sont ainsi remplacés par des banovines. Dès lors, la banovine de la Morava est formée à partir d'une partie des anciens oblasts de Čačak, de Ćuprija, de Kragujevac, de Kruševac, de Niš, de Pristina, de Požarevac et de Zaječar.
En 1941, les puissances de l'Axe occupèrent la banovine de la Morava. La majeure partie du territoire de la banovine est intégrée à la Serbie occupée par les nazis.
Après la Seconde Guerre mondiale, la région est intégrée à la république populaire de Serbie  (devenue en 1963 la république socialiste de Serbie).

## Politique

### Ban
Au cours de l'existence de la banovine de la Morava il y eut neuf différents ban, c'est-à-dire son gouverneur :
- Djordje B. Nestorovic (1929-1931)
- Djordje Drenovac (1931-1932)
- Jeremija Zivanovic (1932-1935)
- Dobrica Matkovic (1935-1936)
- Marko Novakovic (1936-1937)
- Predrag Lukic (1937-1938)
- Janicije Krasojevic (1938-1939)
- Milan Nikolic (1939-1941)
- Ivan Djordjevic (1941)